# Centralna Droga Krzyżowa w Warszawie

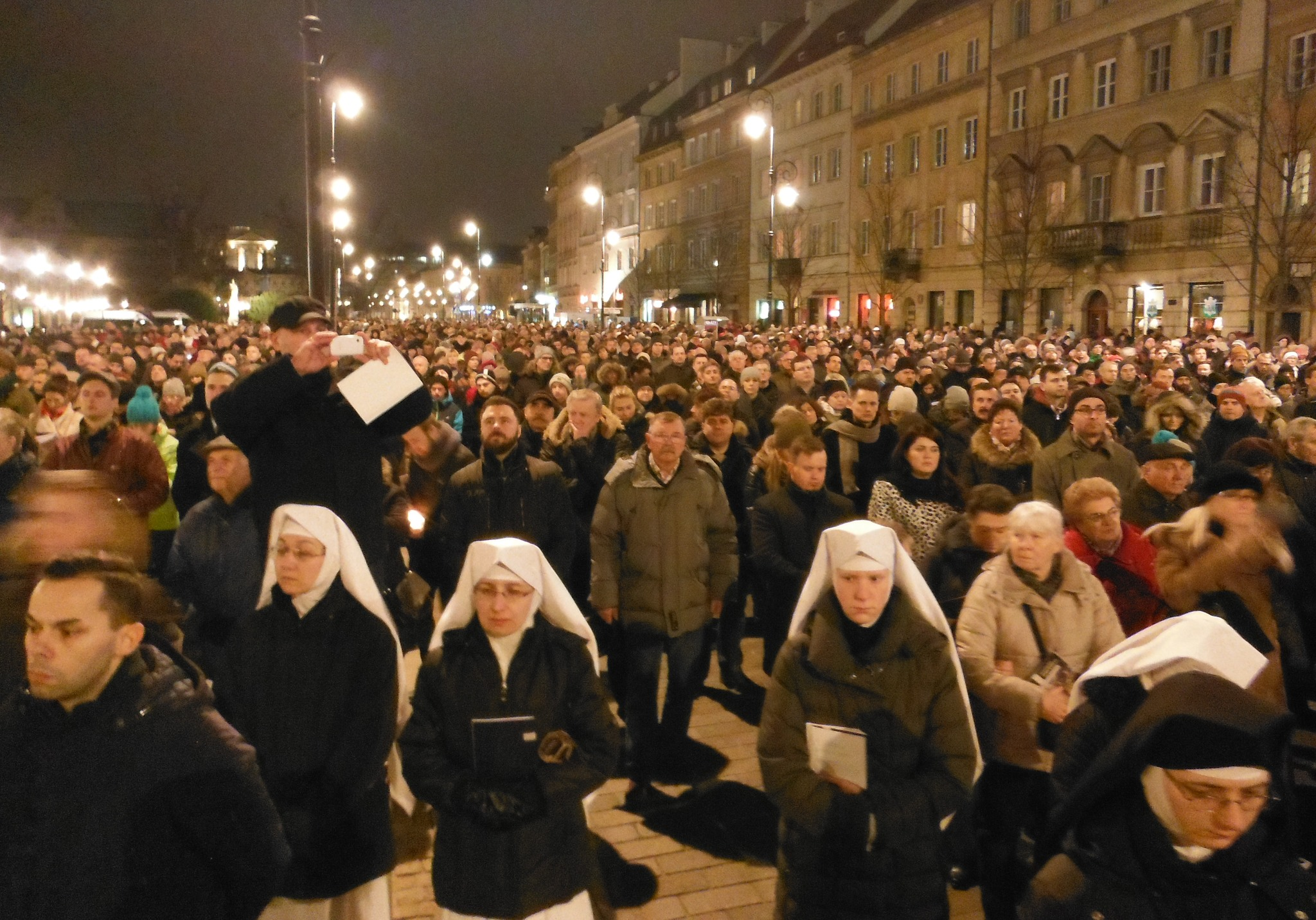
Wierni przed Kościołem św. Anny podczas nabożeństwa w 2016 roku

Centralna Droga Krzyżowa w Warszawie – coroczne nabożeństwo drogi krzyżowej odprawiane w Wielki Piątek w Warszawie. Organizowana jest od roku 1994.

## Opis
Początkowo trasa prowadziła głównie ulicami Starego Miasta, jednak od roku 2009 prowadzi m.in. przez Krakowskie Przedmieście i plac marsz. Józefa Piłsudskiego, tak by mijała miejsca związane z postacią papieża Jana Pawła II. Uroczystości przewodniczy zwykle metropolita warszawski (a uczestniczy również Prymas Polski, biskup polowy czy prezydent Warszawy). W 2004 w nabożeństwie po raz pierwszy udział wziął biskup luterański Janusz Jagucki.
Nabożeństwo gromadzi zwykle kilka tysięcy osób. W 2009 media podawały informacje nawet o kilkudziesięciu tysiącach uczestników. W czasie siedemnastej Drogi Krzyżowej (2010) elementem wydarzenia były nawiązania do postaci Jana Pawła II w związku z piątą rocznicą jego śmierci.
Zwyczajowo drewniany krzyż (ważący ponad 100 kg) niesiony jest przez poszczególne grupy środowiskowe. Np. w 2012 roku byli to studenci, strażnicy miejscy, harcerze, policjanci, twórcy, prawnicy, członkowie Totus Tuus, SOK, strażacy, żołnierze, Wspólnota Rodzin, Droga Neokatechumenalna, przedstawiciele służby zdrowia, rzemieślnicy, Archikonfraternia, Akcja Katolicka i radni.
Centralna Droga Krzyżowa nie była organizowana wyjątkowo w latach 2020 i 2021 z powodu pandemii koronawirusa. Do jej organizacji powrócono w 2022 - wówczas w nabożeństwie uczestniczył także greckokatolicki abp Eugeniusz Popowicz oraz ukraińscy uchodźcy.